# Chen Lu (diplomate)
Dans ce nom, le nom de famille, Chen, précède le nom personnel.
Chen Lu, en chinois 陳籙, en Wade-Giles Tcheng-Loh, (1876-1939), est un diplomate chinois.

## Biographie
Chen Lu est né le 26 mars 1876, à Min Hsien, préfecture de Fou-tcheou, province de Fou-Kien.
Après des études à Fuzhou (école de l'Arsenal de Fuzhou où l’enseignement se fait en français), puis à Wuchang de 1891 à 1901, ensuite il enseigne le français. En 1903, envoyé par Zhang Zhidong, il reprend ses études en France à la Faculté de Droit. De retour en Chine en 1908, il devient fonctionnaire du gouvernement des Qing. Il est nommé ambassadeur au Mexique. Après la Révolution de 1911, il reste diplomate pour la République de Chine, et en particulier nommé ministre de Chine à Paris. Pendant la guerre sino-japonaise, il se rallie aux Japonais et est assassiné en 1939.

## Carrière
Secrétaire de la Délégation chinoise, dirigée par Lou Tseng-Tsiang à la conférence de la paix de La Haye en 1907
Envoyé extraordinaire et ministre plénipotentiaire à Mexico en 1913.
Négociateur de l'accord russo-sino-mongol de Kiakhta en 1915 et ministre à Ourga (Oulan-Bator) en 1917.
Vice-ministre des affaires étrangères en 1919.
Ambassadeur à Paris en 1921.
Délégué à la Convention internationale pour la répression de la circulation et du trafic des publications obscènes, ouverte à la signature à Genève du 12 septembre 1923 au 31 mars 1924.
Haut-commissaire en Mongolie.
En 1927, il préside la 48e session du Conseil de la Société des Nations à Genève. À ce titre, il intervient dans l'incident de Saint-Gothard qui opposa les gouvernements autrichiens et hongrois.
Après la victoire du Kuomintang, 1928, vice-président de la Commission des traités du Ministère des Affaires étrangères. Après la victoire du Japon, ministre des Affaires étrangères de Liang Hongzhi au sein du Gouvernement réformé de la République de Chine.

## Attentat
Le 20 mars 1922, un étudiant chinois, Lee Ho Ling, tire quatre coups de feu sur la voiture de Tcheng-Loh, qui n'est pas atteint. Un fonctionnaire chinois qui l’accompagnait est blessé. Lee Ho Ling reprochait au ministre d'avoir fait expulser de Lyon des étudiants chinois. Il se constitue prisonnier le lendemain. Il est condamné le 6 juillet 1922, à un an de prison.

## Assassinat
Après s'être rallié aux Japonais, il est assassiné par les agents de Dai Li, le chef de la police secrète du Kuomintang le 19 février 1939 à Shanghai alors qu'il était ministre des Affaires étrangères du Gouvernement réformé de la République de Chine imposé par les Japonais. Il résidait alors dans la Concession française de Shanghai.

## Distinctions
Épi d'or chinois ; Grand Officier de la Légion d'honneur ; Grand Cordon de la Couronne d'Italie

## Publications
- Cours progressif de leçons françaises, ((法语陟暇 Fayu zhixia), Shanghai, Presse commerciale, 1906 ; réédition 1914
- Manuel de la correspondance (法文文牍程式 Fawen wendu chengshi), Shanghai, Presse commerciale, 1918
- Le Lama rouge, et autres contes, traduction par Tcheng-Loh et Lucie Paul-Margueritte de 60 récits du Yuewei caotang biji (zh) (閱微草堂筆記) de Ji Yun (紀昀), Éditions de l'Abeille d'or, 1923
- Chen Lu a participé à la rédaction du Great Qing Civil Code Draft (大清民事訴訟律草案), paru en 1910[22]

### Poésie
- « Retour d'Europe », « Le printemps à Ourga », « Le cheval » (traductions de l'auteur et de Ivan Goll), Les cinq continents: anthologie mondiale de poésie contemporaine, 1922